# 刚小希
 刚小希 （8月7日—），中国女模特，主要從事拍攝平面广告，媒體慣以「最胸嫩模」稱呼之。因各種負面新聞而成為網路上的爭議人物。

## 經歷
- 《瑞丽》杂志特约模特
- 《俊士》杂志代言俊女郎
- 《CF穿越火线》代言
- 《完美世界前传》代言

### 微电影
《情局》